# Mercedes-Benz H247

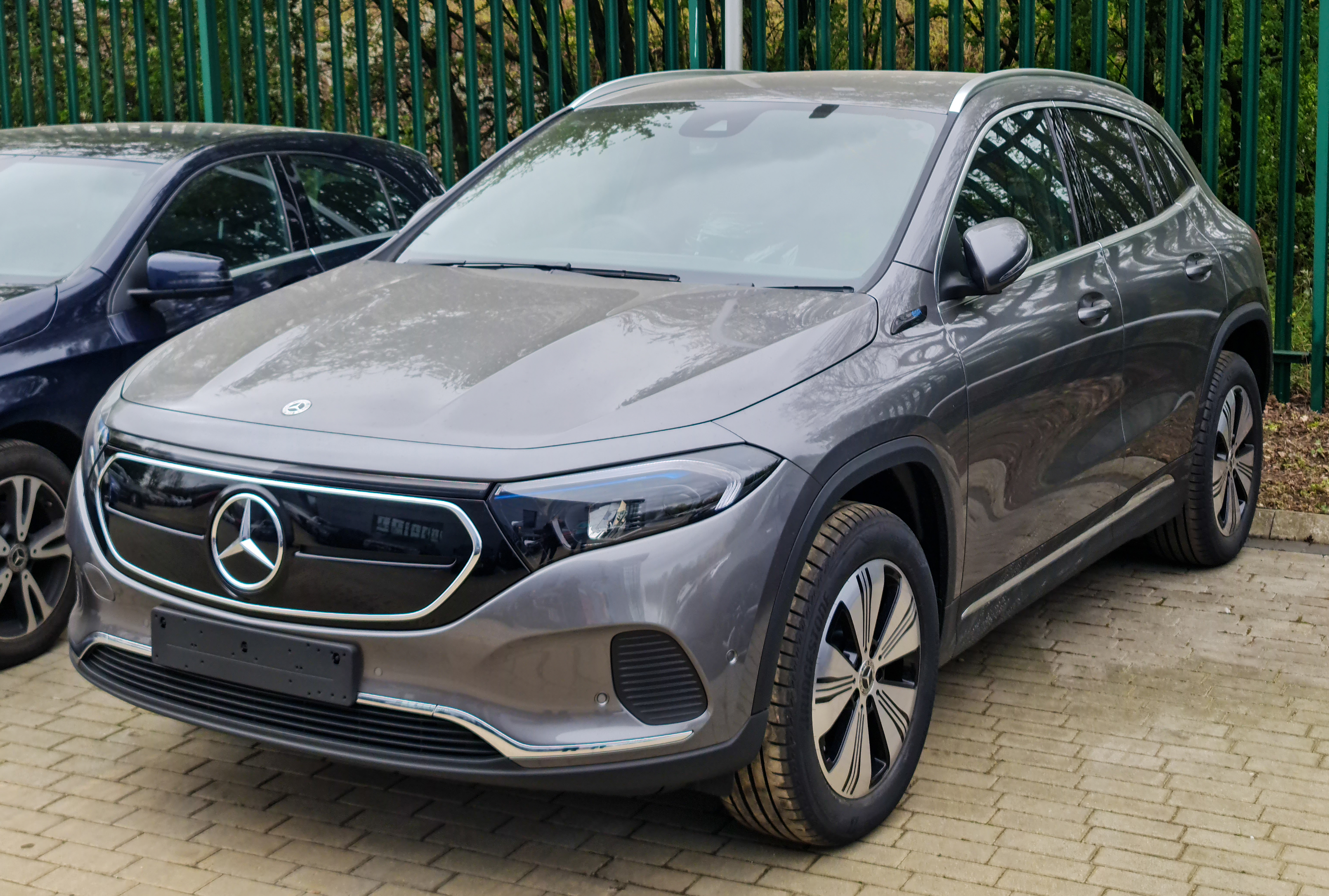
Mercedes-Benz EQA 250

Mercedes-Benz H247 (eller Mercedes-Benz GLA-klass) är en CUV som den tyska biltillverkaren Mercedes-Benz introducerade i december 2019.
I januari 2021 presenterades en helelektrisk variant under benämningen Mercedes-Benz EQA.
Versioner:
| Modell      | Årsmodell | Motor                      | Cylindervolym | Effekt | Bränsle                            |
| ----------- | --------- | -------------------------- | ------------- | ------ | ---------------------------------- |
| GLA180 d    | 2020-     | OM654: 4-cyl radmotor DOHC | 1950 cm³      | 116 hk | Common rail turbodiesel            |
| GLA200 d    | 2020-     | OM654: 4-cyl radmotor DOHC | 1950 cm³      | 150 hk | Common rail turbodiesel            |
| GLA220 d    | 2020-     | OM654: 4-cyl radmotor DOHC | 1950 cm³      | 190 hk | Common rail turbodiesel            |
| GLA180      | 2021-     | M282: 4-cyl radmotor DOHC  | 1332 cm³      | 136 hk | Direktinsprutning, turbo           |
| GLA200      | 2020-     | M282: 4-cyl radmotor DOHC  | 1332 cm³      | 163 hk | Direktinsprutning, turbo           |
| GLA250 e    | 2020-     | M282: 4-cyl radmotor DOHC  | 1332 cm³      | 218 hk | Direktinsprutning, turbo + elmotor |
| GLA250      | 2020-     | M260: 4-cyl radmotor DOHC  | 1991 cm³      | 224 hk | Direktinsprutning, turbo           |
| AMG GLA35   | 2020-     | M260: 4-cyl radmotor DOHC  | 1991 cm³      | 306 hk | Direktinsprutning, turbo           |
| AMG GLA45   | 2020-23   | M139: 4-cyl radmotor DOHC  | 1991 cm³      | 387 hk | Direktinsprutning, turbo           |
| AMG GLA45 S | 2020-     | M139: 4-cyl radmotor DOHC  | 1991 cm³      | 421 hk | Direktinsprutning, turbo           |
| GLA220      | 2023-     | M260: 4-cyl radmotor DOHC  | 1991 cm³      | 190 hk | Direktinsprutning, turbo           |
| EQA250      | 2021-     |                            |               | 190 hk | 1 elmotor                          |
| EQA300      | 2021-     |                            |               | 228 hk | 2 elmotorer                        |
| EQA350      | 2021-     |                            |               | 292 hk | 2 elmotorer                        |